# 富氏俯海鯰
富氏俯海鯰（學名：Cathorops fuerthii）為輻鰭魚綱鯰形目海鯰科的其中一種，分布於東太平洋區，從墨西哥至厄瓜多的淡水、半鹹水、鹹水水域，體長可達28公分，棲息在底層水域，屬肉食性，生活習性不明，可做為食用魚。